# Scena Verticale
Scena Verticale è una compagnia teatrale italiana.

## Storia
Fondata a Castrovillari nel 1992, per opera di Dario De Luca e Saverio La Ruina, dal 2001 è gestita dai due fondatori e dal curatore Settimio Pisano.
Dal 1999 organizza Primavera dei Teatri, festival sui nuovi linguaggi della scena contemporanea, vincitore nel 2009 del Premio UBU.
Nel 2001 vince il Premio Bartolucci per una realtà nuova.
Nel 2003 riceve il Premio della Critica Teatrale, assegnato dall'Associazione Nazionale dei Critici di Teatro.

## Le rappresentazioni
- 1996 La stanza della memoria (segnalato al Premio Nazionale Teatrale "Città di Reggio Calabria 1996")
- 1998 de-viados
- 2000 Hardore di Otello
- 2002 Amleto ovvero Cara mammina
- 2004 La Famiglia
- 2004 Kitsch Hamlet (segnalato nel 2005 al Premio Ugo Betti)
- 2006 Elettra. Tre variazioni sul mito
- 2006 Dissonorata. Delitto d'onore in Calabria (vincitore del Premio UBU)
- 2007 Luigi Sturzo. Le tre male bestie
- 2009 U Tingiutu. Un Aiace di Calabria (finalista nel 2009 al Premio Riccione per il Teatro)
- 2009 La Borto (vincitore del Premio UBU)
- 2011 Italianesi (vincitore del Premio UBU)
- 2012 Morir sì giovane e in andropausa
- 2014 Va pensiero che io ancora ti copro le spalle
- 2015 Polvere
- 2016 Il Vangelo secondo Antonio
- 2016 Masculu e Fìammina
- 2018 Il diario di Adamo ed Eva
- 2021 Re Pipuzzu fattu a manu. Melologo calabrese per tre finali
- 2022 I 4 desideri di Santu Martinu
- 2022 Via del Popolo (vincitore del Premio UBU)